# Agulha deth Gran Tuc (de Colomèrs)
L'Agulha deth Gran Tuc és una muntanya que es troba en el terme municipal de la Vall de Boí, a la comarca de l'Alta Ribagorça, i dins del Parc Nacional d'Aigüestortes i Estany de Sant Maurici.

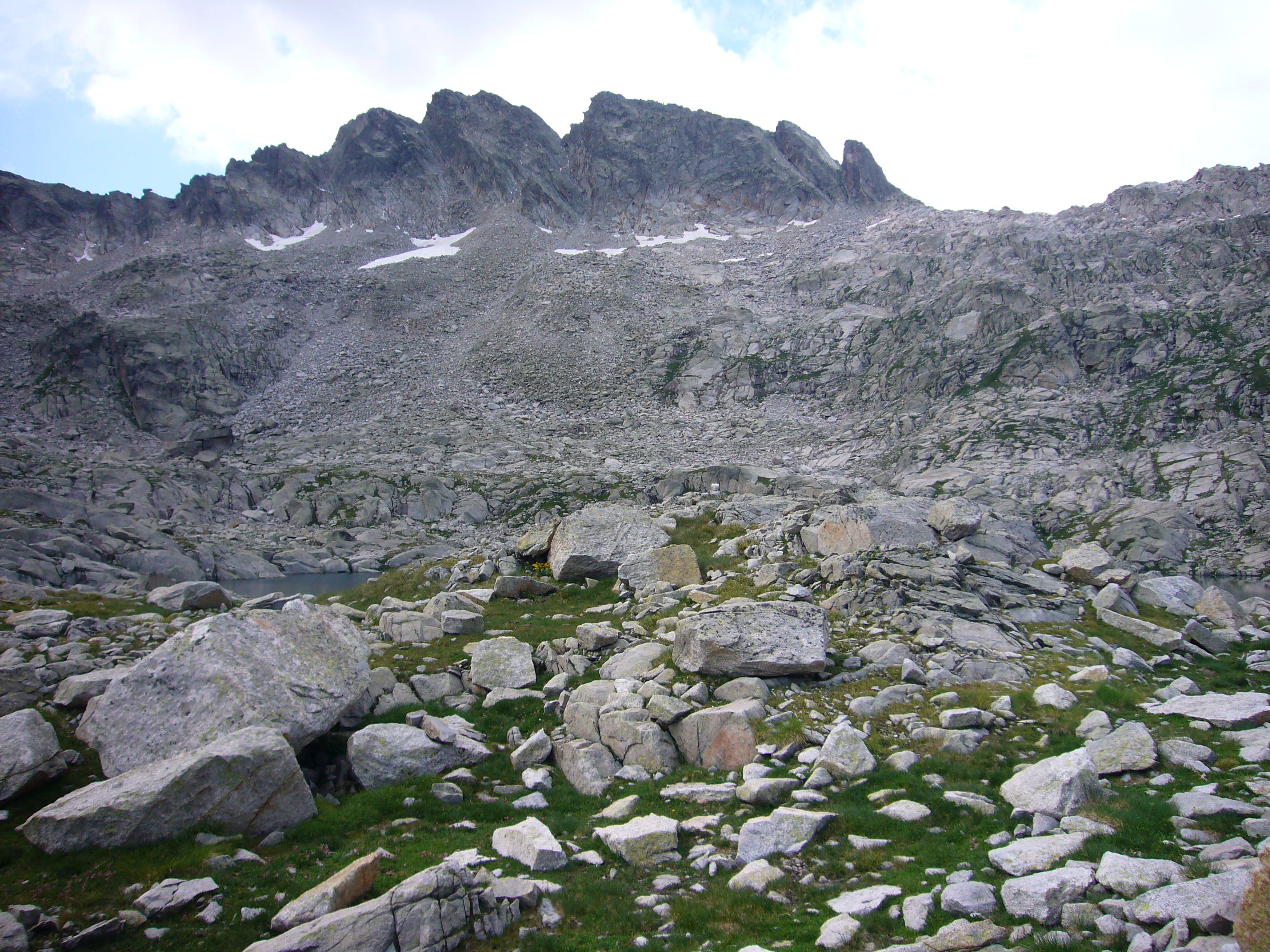
Tuc de Colomèrs i Agulha deth Gran Tuc, vistos des del Lac deth Cap de Colomèrs.

El pic, de 2.896,0 metres, s'alça a la carena que separa la Vall de Contraix (S) i el Circ de Colomèrs (N); amb el Tuc Blanc a l'oest i el Gran Tuc de Colomèrs al sud-est.

## Rutes
El més habitual és seguir un dels diferents camins que des del Refugi de Colomèrs porten a aquest cim:
- Via Estanh Mòrt, Garguilhs de Sus, Estanhets deth Pòrt, Lac deth Pòrt de Colomèrs, Estanh Gelat i Còth de Pòdo.
- O per una de les alternatives que des del refugi porten cap al Lac Obago i després:
  - Via Estanh Solet, Lac de Pòdo i Còth de Pòdo.
  - O Estanh de Ratèra de Colomèrs, Lac deth Cap de Colomèrs i Portau de Pòdo.